# Schedel
De schedel is een complex geheel van verschillende botstructuren, die samen het deel van het skelet vormen dat vorm geeft aan de kop van een gewerveld dier. De schedel bestaat embryologisch gezien uit vele botten, waarvan de meesten vergroeid zijn tot een deel: het cranium. De enige botdelen van de schedel die nooit met het cranium vergroeid zijn, zijn de mandibula (onderkaak), de gehoorbeentjes en het gebit. Bij sommige dieren, met name bij reptielen en vogels, zijn er meer botdelen die niet met het cranium vergroeid zijn, zoals de bovenkaak. Alle delen van het skelet buiten de schedel worden samen het postcranium genoemd.
Het cranium is op zijn beurt op basis van de functie te verdelen in het neurocranium dat de hersenen omvat, en het viscerocranium, dat de mond- en keelholte omgeeft.
De schedel heeft vele functies, waaronder de bescherming van de hersenen en het vormgeven van het aangezicht en daarin plaats bieden aan vele zintuigen, de neus en de mond. Bij sommige dieren heeft de schedel bovendien uitsteeksels met speciale functies, zoals hoorns en geweien.
De schedel is op verschillende manieren verbonden met de wervelkolom:
- Bij vissen is die onbeweeglijk verbonden met de wervelkolom.
- Bij amfibieën is de schedel beperkt beweeglijk verbonden aan de wervelkolom. Er zijn geen echte halswervels, maar de eerste wervel is aangepast om een geringe beweging van de schedel mogelijk te maken.
- Bij reptielen, vogels en zoogdieren is de schedel verbonden met speciaal gevormde halswervels, die het hoofd een relatief grote bewegingsvrijheid geven ten opzichte van de romp.[1]

Bij sommige vissen, amfibieën, reptielen en vogels kan de bovenkaak onafhankelijk van schedel bewegen. (kinetische schedel) Slangen kunnen hierdoor prooien doorslikken die groter zijn dan zichzelf.
Bij kraakbeenvissen bestaat de schedel niet uit botweefsel maar uit kraakbeen.

## Embryologie
In tegenstelling tot de meeste beenderen in het lichaam, die ontstaan door het verbenen van kraakbeen (enchondraal of chondraal bot), ontstaan de meeste platte schedelbeenderen, de onderkaak en de sleutelbeenderen door het verbenen (endesmale ossificatie) van bindweefsel (intramembraneus of desmaal bot).

## Gebit
Behalve bij vogels, die een snavel hebben, hebben de kaak en bovenkaakbeen tanden. Tanden hebben geen rechtstreeks contact met het been van de schedel en kaak, maar hebben wortels in het tandvlees die verbonden zijn met het beenskelet.

## Enkele schedels

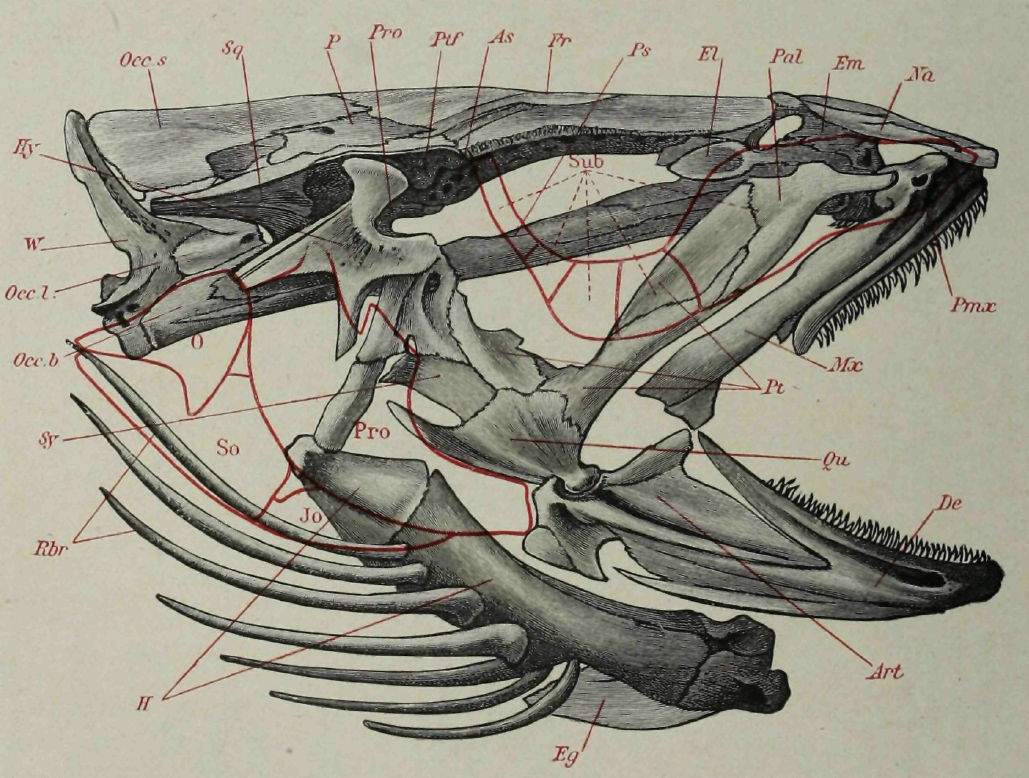
Schelvis
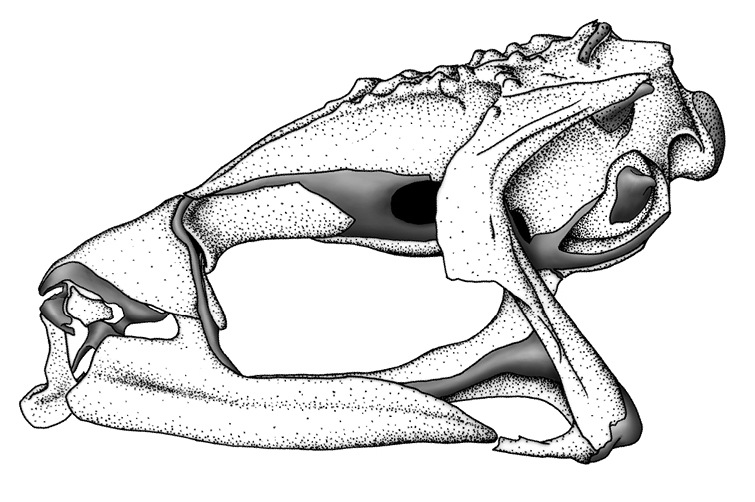
Pad
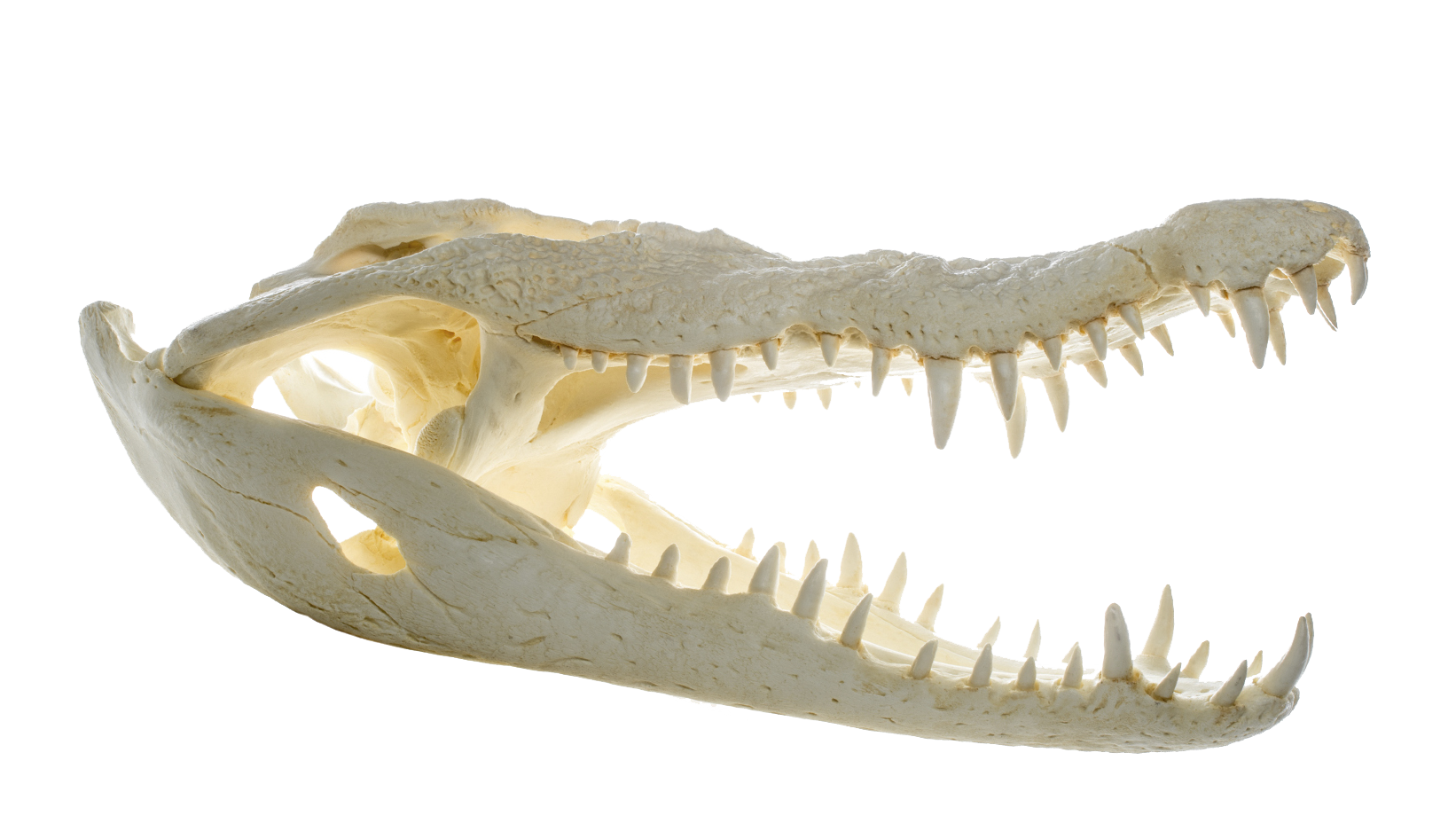
Krokodil
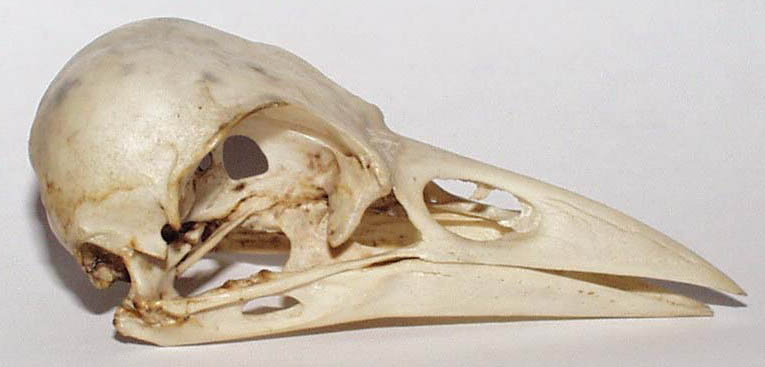
Kraai
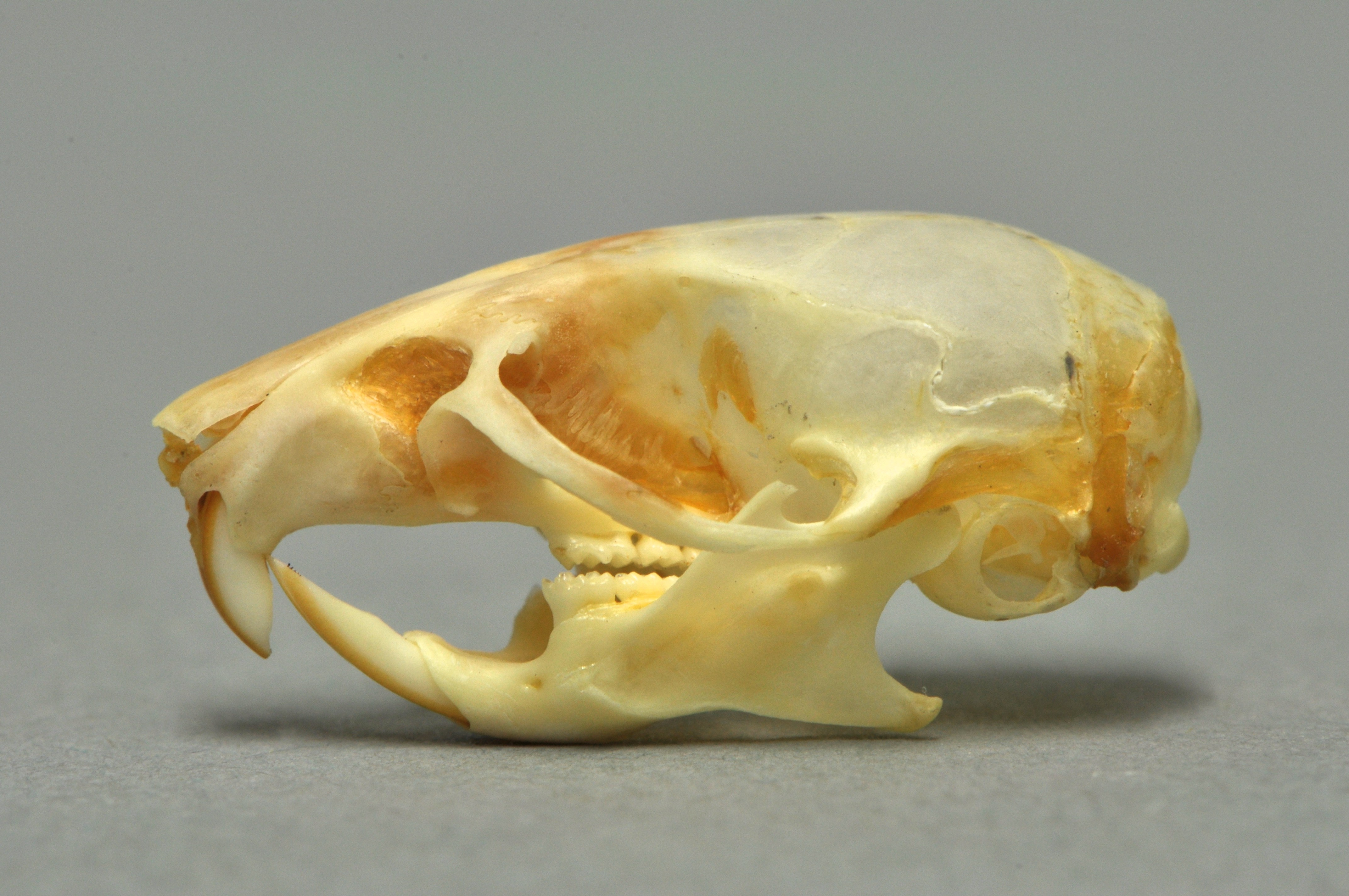
Muis
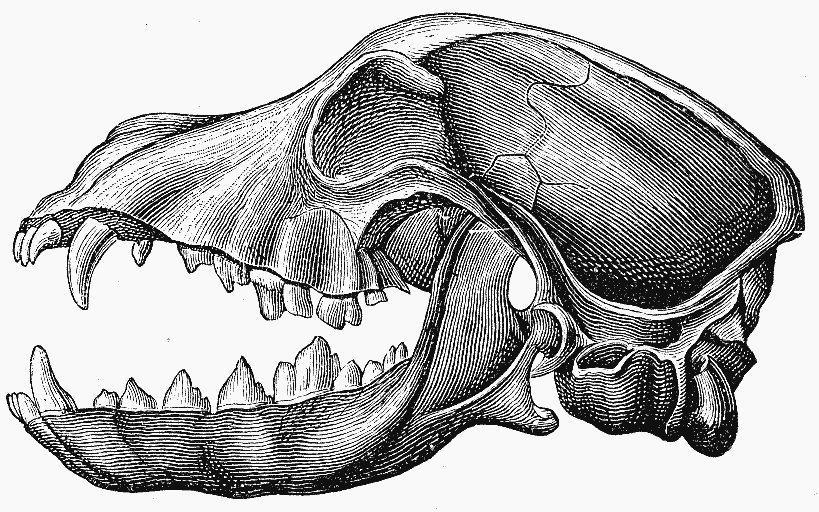
Hond
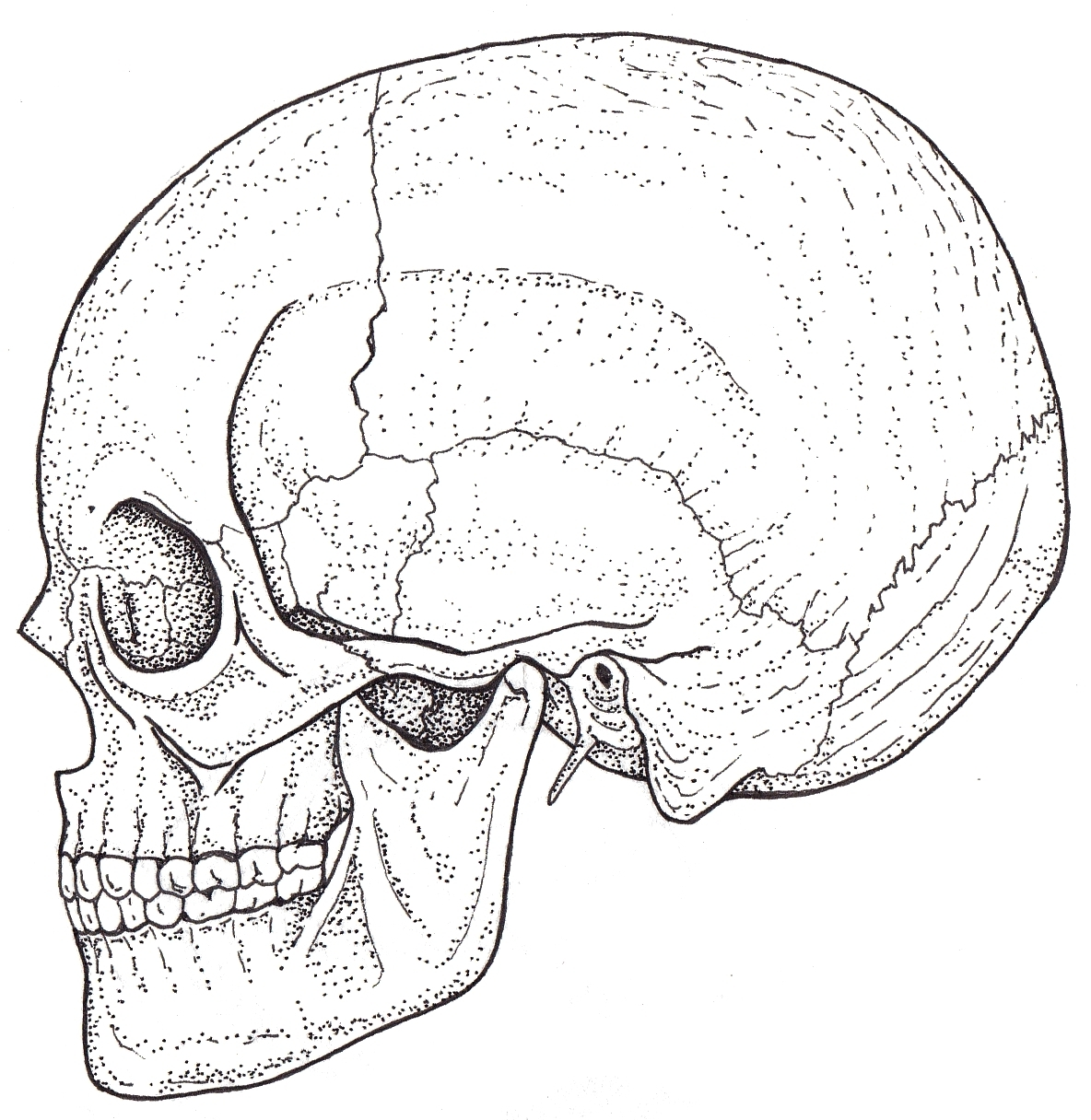
Mens
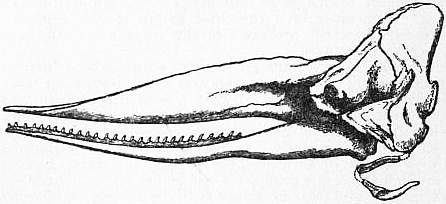
Potvis
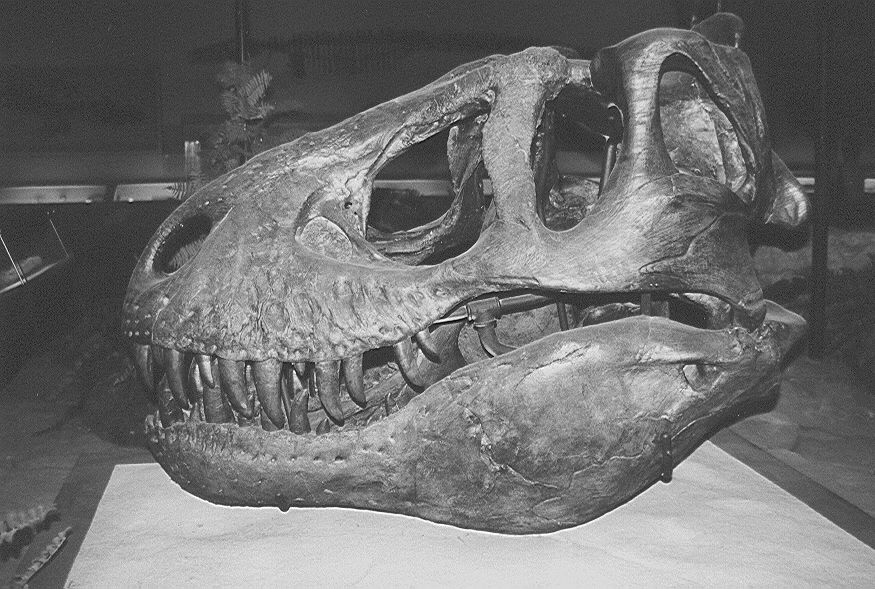
Tyrannosaurus rex
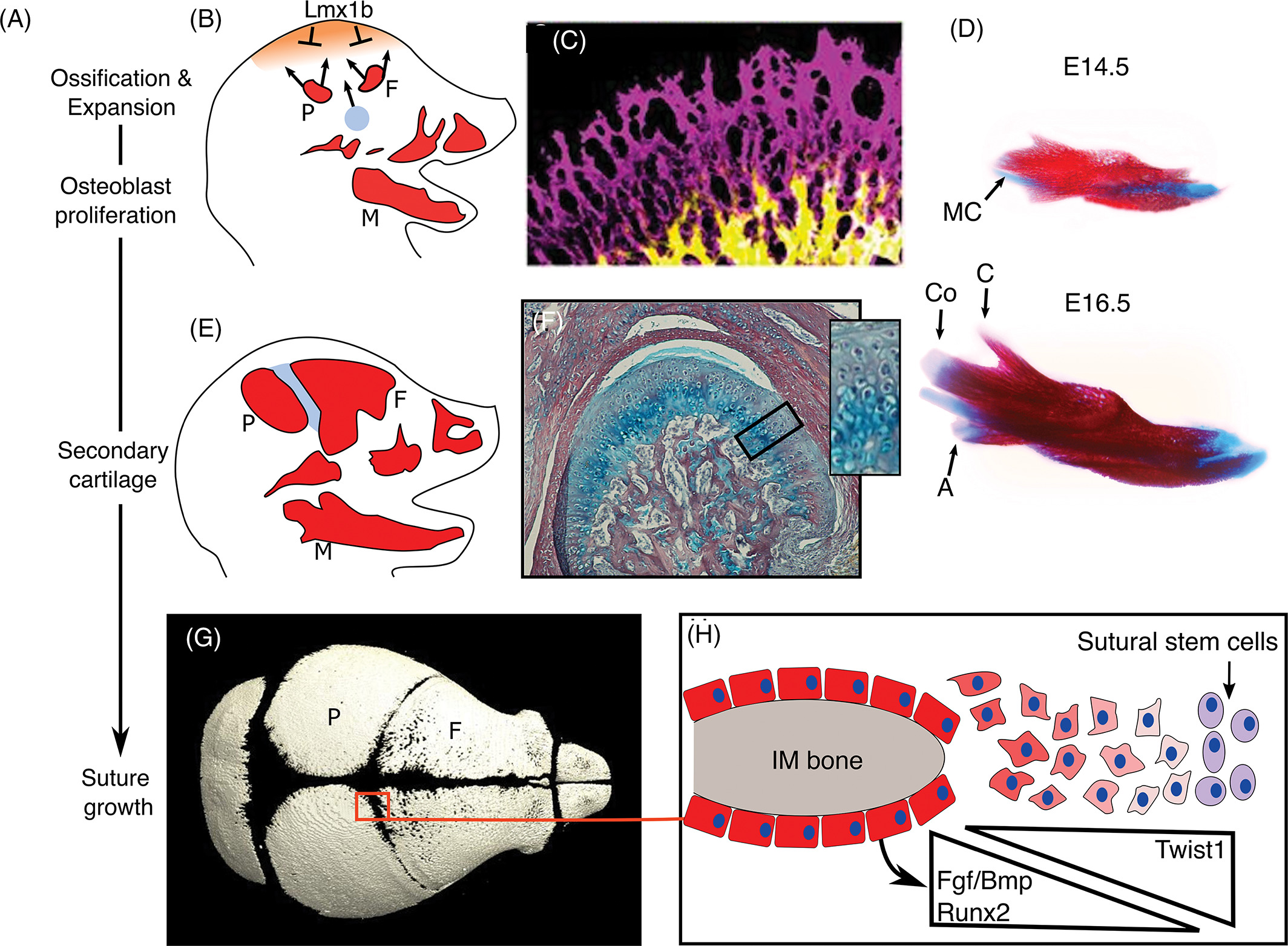
Mechanismen van intramembraneuse botgroei van de schedel